# Pineview (Georgia)
Pineview es un pueblo ubicado en el condado de Wilcox en el estado estadounidense de Georgia. En el censo de 2000, su población era de 532.

## Demografía
En el 2000 la renta per cápita promedia del hogar era de $17,850, y el ingreso promedio para una familia era de $19,904. El ingreso per cápita para la localidad era de $11,914. Los hombres tenían un ingreso per cápita de $22,250 contra $17,292 para las mujeres.

## Geografía
Pineview se encuentra ubicado en las coordenadas 32°6′36″N 83°30′2″O / 32.11000, -83.50056 (32.110021, -83.500645).
Según la Oficina del Censo, la localidad tiene un área total de 5,1 km² (2 mi²), de la cual 5,1 km² (2 mi²) es tierra y 0 km² (0 mi²) (0.00%) es agua.